# Achtduizender

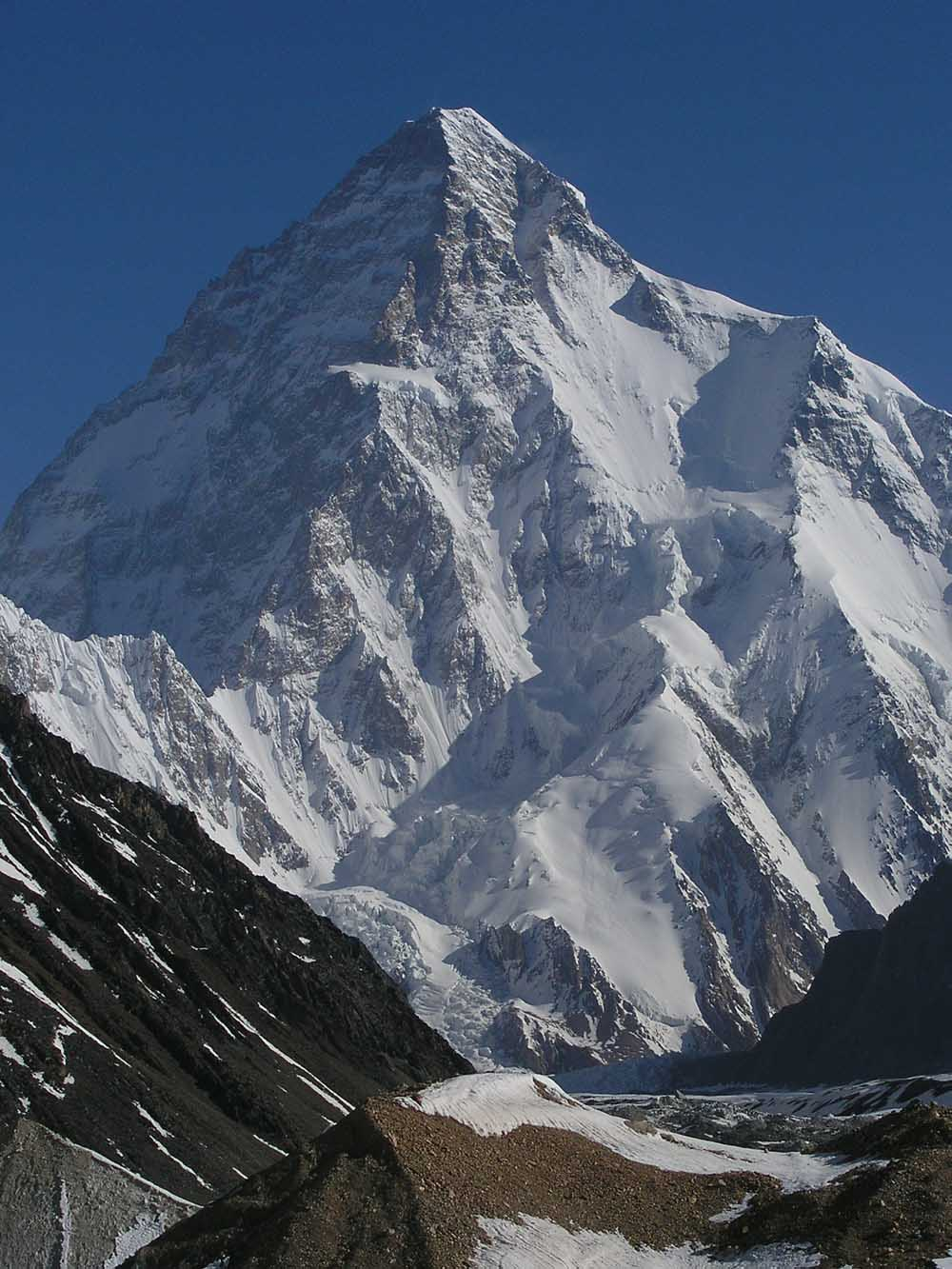
K2

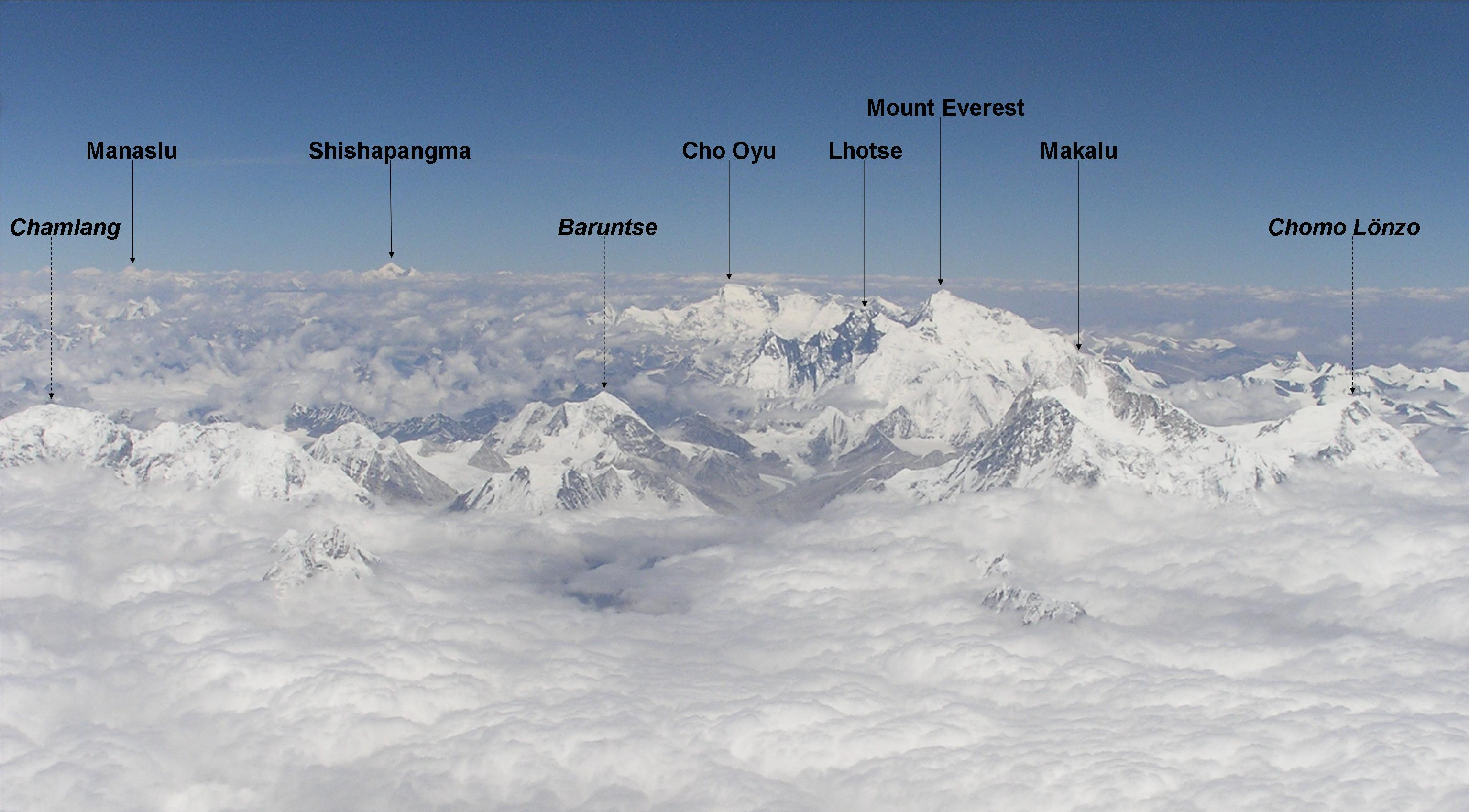
De Mahalangur Himal met zes achtduizenders en enkele zevenduizenders

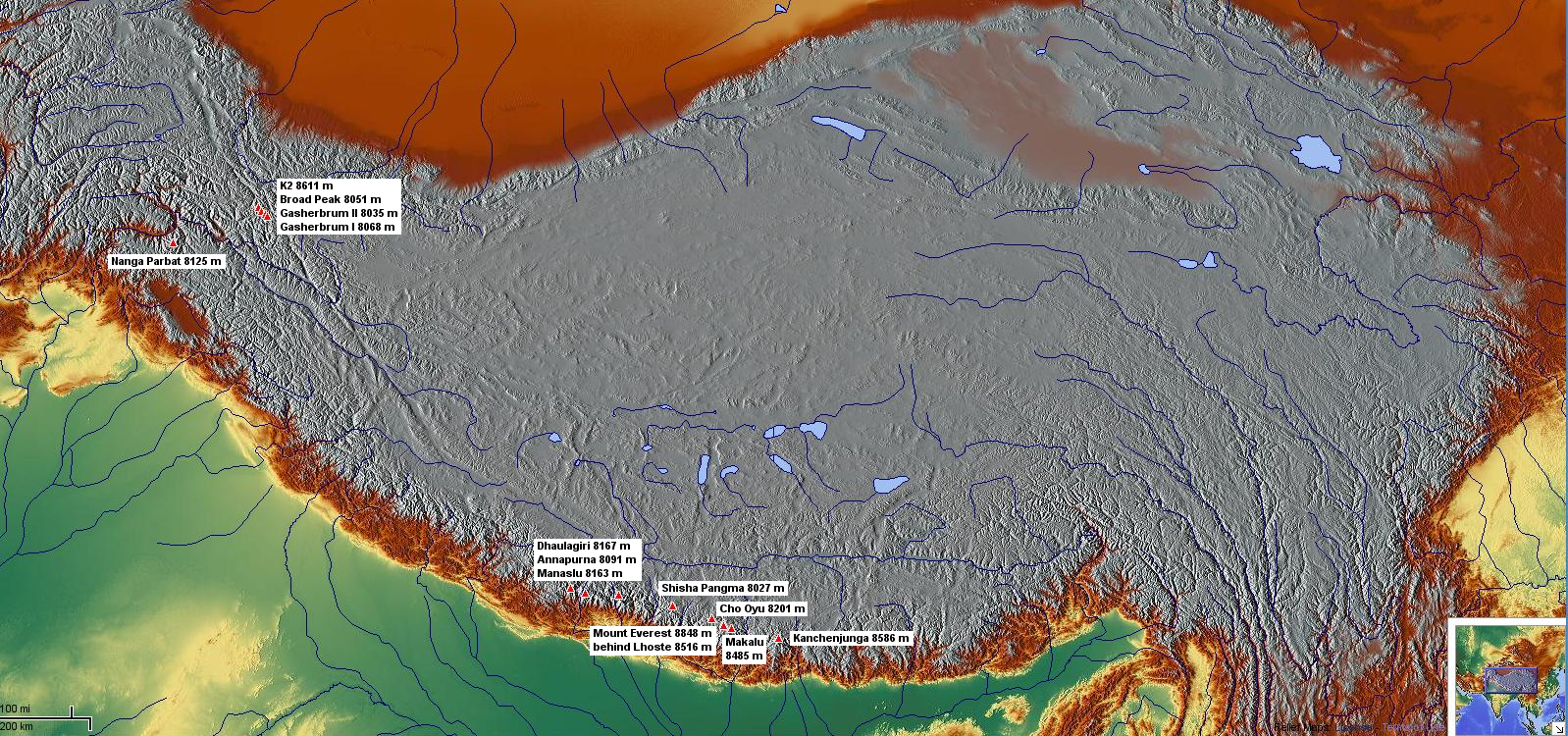
De locatie van alle achtduizenders

Een achtduizender is een berg die hoger is dan 8000 meter. Er zijn op de wereld veertien achtduizenders. Deze liggen alle veertien in Azië, in de Himalaya of in de Karakoram. De eerste die alle veertien achtduizenders beklom was Reinhold Messner, hij deed dat tussen 1970 en 1986.

## Lijst van achtduizenders
| Top                              | Hoogte         | Gebergte  | Land            | Eerste beklimmer                                                                       | Datum           |
| -------------------------------- | -------------- | --------- | --------------- | -------------------------------------------------------------------------------------- | --------------- |
| Everest                          | 8848 of 8850 m | Himalaya  | Nepal, Tibet    | Edmund Hillary, Tenzing Norgay                                                         | 29 mei 1953     |
| K2                               | 8611 m         | Karakoram | Pakistan, China | Achille Compagnoni, Lino Lacedelli                                                     | 31 juli 1954    |
| Kangchenjunga                    | 8586 m         | Himalaya  | Sikkim, Nepal   | Joe Brown, George Band                                                                 | 25 mei 1955     |
| Lhotse                           | 8516 m         | Himalaya  | Nepal, Tibet    | Fritz Luchsinger, Ernst Reiss                                                          | 18 mei 1956     |
| Makalu                           | 8462 m         | Himalaya  | China, Nepal    | Lionel Terray, Jean Couzy                                                              | 15 mei 1955     |
| Cho Oyu                          | 8201 m         | Himalaya  | Tibet, Nepal    | Herbert Tichy, Sepp Joechler, Pasang Dawa Lama                                         | 19 oktober 1954 |
| Dhaulagiri                       | 8167 m         | Himalaya  | Nepal           | Kurt Diemberger, Nawang Dorje, Ernst Forrer, Albin Schelbert, Peter Diener, Nima Dorje | 13 mei 1960     |
| Manaslu                          | 8163 m         | Himalaya  | Nepal           | Gyalzen Norbu, Toshia Imanishi                                                         | 9 mei 1956      |
| Nanga Parbat                     | 8126 m         | Himalaya  | Pakistan        | Hermann Buhl                                                                           | 3 juli 1953     |
| Annapurna I                      | 8091 m         | Himalaya  | Nepal           | Louis Lachenal, Maurice Herzog                                                         | 3 juni 1950     |
| Gasherbrum I ook wel Hidden Peak | 8068 m         | Karakoram | Pakistan, China | Pete Schoening, Andrew Kauffman                                                        | 5 juli 1958     |
| Broad Peak                       | 8047 m         | Karakoram | China, Pakistan | Hermann Buhl, Kurt Diemberger, Marcus Schmuck, Fritz Wintersteller                     | 9 juni 1957     |
| Gasherbrum II                    | 8035 m         | Karakoram | Pakistan, China | Fritz Moravec, Josef Larch, Hans Willenpart                                            | 8 juli 1956     |
| Shisha Pangma                    | 8027 m         | Himalaya  | Tibet           | Hsu Ching en 9 andere Chinese bergbeklimmers                                           | 2 mei 1964      |

## Bergbeklimmers die alle achtduizenders succesvol beklommen hebben
Tot 2011 bereikten 28 bergbeklimmers alle toppen van de 14 achtduizenders.
|    | Naam                   | In tijdsbestek | Nationaliteit      | O2                                                                              | Nieuwe route                        | Winter         |
| -- | ---------------------- | -------------- | ------------------ | ------------------------------------------------------------------------------- | ----------------------------------- | -------------- |
| 1  | Reinhold Messner       | 1970–1986      | Italië, Zuid-Tirol |                                                                                 | NP, Ma, GI, ME, Ka, An, CO          |                |
| 2  | Jerzy Kukuczka         | 1979–1987      | Polen              | ME                                                                              | ME, MK, Ma, BP, GII, GI, K2, SP, NP | Dh, CO, Ka, An |
| 3  | Erhard Loretan         | 1982–1995      | Zwitserland        |                                                                                 | CO, An                              | Dh             |
| 4  | Carlos Carsolio        | 1985–1996      | Mexico             | Ja                                                                              |                                     |                |
| 5  | Krzysztof Wielicki     | 1980–1996      | Polen              | Ja                                                                              | Ma, SP                              | ME             |
| 6  | Juanito Oiarzabal      | 1985–1999      | Spanje             |                                                                                 |                                     |                |
| 7  | Sergio Martini         | 1983–2000      | Italië             | Ja                                                                              |                                     |                |
| 8  | Park Young-Seok        | 1993–2001      | Zuid-Korea         | Ja                                                                              |                                     |                |
| 9  | Um Hong-Gil            | 1988–2001      | Zuid-Korea         | Ja                                                                              |                                     |                |
| 10 | Alberto Iñurrategi     | 1991–2002      | Spanje             |                                                                                 |                                     |                |
| 11 | Han Wang-Yong          | 1994–2003      | Zuid-Korea         | Ja                                                                              |                                     |                |
| 12 | Ed Viesturs            | 1989–2005      | USA                |                                                                                 |                                     |                |
| 13 | Silvio Mondinelli      | 1993–2007      | Italië             |                                                                                 |                                     |                |
| 14 | Iván Vallejo           | 1997–2008      | Ecuador            |                                                                                 |                                     |                |
| 15 | Denis Urubko           | 2000–2009      | Kazachstan         |                                                                                 |                                     |                |
| 16 | Ralf Dujmovits         | 1990–2009      | Duitsland          |                                                                                 |                                     |                |
| 17 | Veikka Gustafsson      | 1993–2009      | Finland            |                                                                                 |                                     |                |
| 18 | Andrew Lock            | 1993–2009      | Australië          |                                                                                 |                                     |                |
| 19 | João Garcia            | 1993–2010      | Portugal           |                                                                                 |                                     |                |
| 20 | Piotr Pustelnik        | 1990–2010      | Polen              |                                                                                 |                                     |                |
| 21 | Oh Eun-sun             | 1997–2010      | Zuid-Korea         | Kangchenjunga betwist!                                                          |                                     |                |
| 22 | Edurne Pasaban         | 2001-2010      | Spanje             |                                                                                 |                                     |                |
| 23 | Abele Blanc            | 1992–2011      | Italië             |                                                                                 |                                     |                |
| 24 | Mingma Sherpa          | 2000–2011      | Nepal              |                                                                                 |                                     |                |
| 25 | Gerlinde Kaltenbrunner | 1998–2011      | Oostenrijk         | Eerste vrouw die alle achtduizenders beklom zonder gebruik van (extra) zuurstof |                                     |                |
| 26 | Vassili Pivtsov        | 2001–2011      | Kazachstan         |                                                                                 |                                     |                |
| 27 | Maksut Zhumayev        | 2001–2011      | Kazachstan         |                                                                                 |                                     |                |
| 28 | Jae-Soo Kim            | 1990–2011      | Zuid-Korea         | Ja                                                                              |                                     |                |
| 29 | Nirmal Purja           | 2019–2019      | Nepal              | Ja                                                                              |                                     | K2             |

Op 9 oktober 2024 bereikte de 18-jarige Nima Rinji Sherpa uit Nepal de top van de Shishapangma (8027 meter) en voltooide daarmee de veertien beklimmingen als jongste ooit. Een week later evenaarde de 23-jarige Britse Adriana Brownlee deze prestatie als jongste vrouw ooit.
Legenda
- O2: Bij een of meer beklimmingen zuurstof uit fles gebruikt.
- Nieuwe Route: De bergbeklimmer bereikte de top van de aangegeven berg via een nieuwe route.
- Winter: De beklimming van de aangegeven berg vond plaats in de winter.